# Sphragidelmis
Sphragidelmis is een geslacht van kevers uit de familie beekkevers (Elmidae). De wetenschappelijke naam van het geslacht werd in 1964 gepubliceerd door J. Delève.

## Soorten
- Sphragidelmis atomaria (Fairmaire, 1898).
- Sphragidelmis bothrideres (Fairmaire, 1902). Dit is mogelijk een junior synoniem van Sphragidelmis ikopae.[1]
- Sphragidelmis ikopae (Fairmaire, 1898).
- Sphragidelmis trilineata (Grouvelle, 1906).

De typelocatie van alle soorten is Madagaskar.